# Toppop3
Toppop3 of TOPPOP3 was een popprogramma van de AVRO dat uitgezonden werd van 22 september 2012 tot 14 december 2013 in drie seizoenen van 13 wekelijkse afleveringen. De presentatie was in handen van toenmalig 3FM DJ Gerard Ekdom. De titel verwijst naar het popprogramma Toppop, dat in de jaren 70 en 80 werd uitgezonden door de AVRO.

## Seizoenen
| Seizoen | Afleveringen | Uitzendingen                         |
| ------- | ------------ | ------------------------------------ |
| 1       | 13           | 22 september 2012 - 15 december 2012 |
| 2       | 13           | 2 februari 2013 - 27 april 2013      |
| 3       | 13           | 21 september 2013 - 14 december 2013 |

## Inhoud
Het programma kent de volgende onderdelen:
- Live muziek. Tijdens het programma treden één of meerdere keren artiesten op. Er zijn gedurende het programma meerdere optredens.
- Platenkast van Gerard. Ekdom spit door zijn platenkast en gaat aan de hand van een thema enkele albums na.
- Mega top 50. Ekdom loopt hoogtepunten uit de laatste Mega Top 50 door.
- Straatmuzikant. Een bekende band speelt een dag op straat om zo geld in te zamelen voor 3FM Serious Request 2012. De band die het meeste ophaalde was Only Seven Left en zij mochten de totale opbrengst van alle bands aanbieden in het Glazen Huis in Enschede.
- Hall of Fame. Een bekende Nederlander die te gast is nomineert een Nederlandse band of zanger voor de Hall of Fame.
- Vanaf seizoen 2 kwam Leo Blokhuis elke aflevering langs om te vertellen over een artiest of band en een specifiek nummer. Het was te vergelijken met wat hij doet in het programma Top 2000 à Go-Go.